# Angel Locsín
Angélica Locsín y Colmenares de Arce (nacida el 23 de abril de 1985), más conocida como Angel Locsín, es una actriz, cantante, modelo, productora de cine y diseñadora de moda filipina.

## Biografía
Locsín logró popularidad gracias a su interpretación de Alwina en la serie de televisión fantástica Mulawin y por encarnar a la superheorína Darna en la serie del mismo nombre, adaptación de la historieta creada por Mars Ravelo. Locsin firmó un contrato con GMA Network y en 2007 se vinculó con la cadena ABS-CBN.
Con dicha cadena protagonizó la serie Lobo interpretando a Lyka, actuación que le valió la nominación a un Premio Emmy a mejor actriz. Más tarde protagonizó las exitosas películas In the Name of Love y One More Try, por las cuales obtuvo aclamación de la crítica. Por ambas películas Locsin ganó el Premio Star Award for Movies por actriz del año, ganando el premio por dos años consecutivos. En 2013 ganó el Premio FAMAS y el Premio de la Academia Filipina en la categoría de mejor actriz por su actuación en la destacada One More Try.

## Filmografía

### Televisión
- 2019 - The General's Daughter - ABS-CBN

### Cine
- 2000 -	Ping Lacson: Supercop
- 2003 -	Mano Po 2
- 2004 -	Kuya
- 2005 -	Let the Love Begin
- 2006 -	I Will Always Love You
- 2007 - The Promise
- 2009 -	Love Me Again
- 2010 -	My Amnesia Girl
- 2011 -	In The Name Of Love
- 2012 -	Unofficially Yours
- 2013 -	Four Sisters and a Wedding
- 2014 -	The Amazing Praybeyt Benjamin
- 2016 -	Everything About Her